# Палестинская футбольная ассоциация
Палестинская футбольная ассоциация (араб. الاتحاد الفلسطيني لكرة القدم‎) является руководящим органом по футболу в Палестине, а также мужской сборной Палестины по футболу и женской сборной Палестины по футболу.

## История

### Палестинский арабский клуб
Новая Палестинская федерация футбола была основана в 1928 году. Палестинская футбольная ассоциация, образованная в 1962 году, является членом Союза арабских футбольных ассоциаций с момента её образования в 1974 году.

### Палестинская автономия
Палестинская футбольная ассоциация была принята в члены ФИФА в 1998 году, после создания Палестинской автономии. ПФА также является членом Азиатской футбольной конфедерации (АФК) с 1998 года, входит в Федерацию футбола Западной Азии.
11 февраля 2011 года ПФА сформировала первую женскую лигу.

## Дивизионы
Футбольные дивизионы разделены на две части: Западный берег и сектор Газа. Есть мужская Премьер-лига Западного берега и мужская Лига сектора Газа, а также женская лига Западного берега. В каждой лиге по 12 клубов.

## Руководство
- Президент: генерал Джибрил Раджуп
- Первый вице-президент: Ибрагим Абу Салим
- Вице-президенты: Сюзан Шалаби, Зиаб Эль Хатиб
- Главный секретарь: Омар Абу Хашия